# Kościół Niepokalanego Poczęcia Najświętszej Maryi Panny w Będzinie-Łagiszy
Kościół Niepokalanego Poczęcia Najświętszej Maryi Panny – rzymskokatolicki kościół parafialny należący do dekanatu będzińskiego – św. Jana Pawła II.
Budowa świątyni została rozpoczęta w dniu 27 maja 1946 roku według projektu Tadeusza Rudzkiego. Dzięki staraniom księdza Leona Stasińskiego i parafian prace budowlane zostały ukończone. Budowa została pobłogosławiona w dniu 15 września 1946 roku przez biskupa częstochowskiego Teodora Kubinę, który w dniu 25 września 1949 roku uroczyście poświęcił (konsekrował) świątynię.
We wnętrzu świątyni znajdują się stacje Drogi Krzyżowej wykonane w 1949 roku przez krakowską artystkę Jadwigę Socha oraz doskonale komponujące się z architekturą budowli witraże.